# Rífové

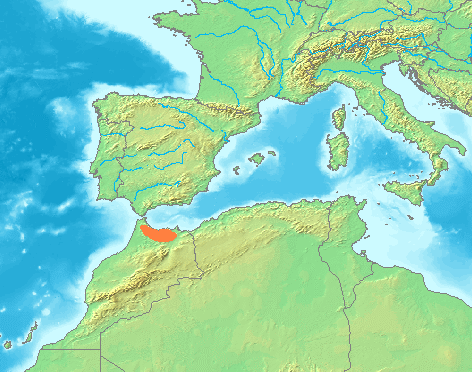
Poloha pohoří Ríf

Rífové (Rífenové) je název skupiny berberských kmenů obývajících pohoří Ríf v severním Maroku; roku 1995 jejich početnost byla odhadnuta na zhruba 2 mln osob.
Rífové jsou dlouhodobě v kontaktu s arabským obyvatelstvem – během svých dějin mnohokrát bojovali o moc nad územím Maroka. V 20. letech 20. století v povstání pod vedením Abd al-Karíma proklamovali Rífskou republiku, povstání však bylo francouzskými a španělskými vojsky potlačeno.
Dnešní Rífové jsou už částečně poarabštění, většina ovšem zachovává svou kulturní zvláštnost a každodenně používá tarifitštinu z berberské jazykové rodiny.
Tradičními činnostmi Rífů jsou zemědělství, chov ovcí a ovocnářství. V posledních letech vlivem obtížných životních podmínek na marockém venkově dochází k ekonomické migraci Rífů do říčních údolí, velkých měst, a také do Evropy.
Rífové vyznávají sunnitský islám. Důležitým prvkem je i kult asketů, zvaných v islámu marabuty.